# Dallas Cowboys 1966
La stagione 1966 dei Dallas Cowboys è stata la 7ª della franchigia nella National Football League. Per la seconda volta si qualificò per i playoff, venendo sconfitta in finale di campionato dai Green Bay Packers.

## Calendario

### Stagione regolare
| Turno | Data       | Avversario             | Risultato | Pubblico |
| ----- | ---------- | ---------------------- | --------- | -------- |
| 1     | Pausa      | Pausa                  | Pausa     | Pausa    |
| 2     | 18/9/1966  | New York Giants        | V 52–7    | 60,010   |
| 3     | 25/9/1966  | Minnesota Vikings      | V 28–17   | 64,116   |
| 4     | 2/10/1966  | at Atlanta Falcons     | V 47–14   | 56,990   |
| 5     | 9/10/1966  | Philadelphia Eagles    | V 56–7    | 69,372   |
| 6     | 16/10/1966 | at St. Louis Cardinals | P 10–10   | 50,673   |
| 7     | 23/10/1966 | at Cleveland Browns    | S 30–21   | 84,721   |
| 8     | 30/10/1966 | Pittsburgh Steelers    | V 52–21   | 58,453   |
| 9     | 6/11/1966  | at Philadelphia Eagles | S 24–23   | 60,658   |
| 10    | 13/11/1966 | at Washington Redskins | V 31–30   | 50,927   |
| 11    | 20/11/1966 | at Pittsburgh Steelers | V 20–7    | 42,185   |
| 12    | 24/11/1966 | Cleveland Browns       | V 26–14   | 80,259   |
| 13    | 4/12/1966  | St. Louis Cardinals    | V 31–17   | 76,965   |
| 14    | 11/12/1966 | Washington Redskins    | S 34–31   | 64,198   |
| 15    | 18/12/1966 | at New York Giants     | V 17–7    | 62,735   |

### Playoff
| Turno                | Data     | Avversario        | Risultato | Pubblico |
| -------------------- | -------- | ----------------- | --------- | -------- |
| Finale di campionato | 1/1/1967 | Green Bay Packers | S 34-27   | 50,861   |

## Premi
- Tom Landry:

allenatore dell'anno